# Josef Friedrich Schmidtler
Josef Friedrich Schmidtler (* 6. Mai 1942 in München) ist ein deutscher Herpetologe und ehemaliger Regierungsdirektor.

## Leben
Schmidtler ist der Sohn des Herpetologen Josef Johann Schmidtler. Er ist studierter Jurist und stieg bis zum leitenden Regierungsdirektor auf. Sein Hauptinteresse gilt jedoch der Herpetofauna, zum einen den Salamandern, Echsen und Schlangen Vorderasiens und zum anderen den Amphibien und Reptilien des Alpenraums. Schmidtler begleitete sowohl seinen Vater als auch die Herpetologen Josef Eiselt und Wolfgang Bischoff auf deren ausgedehnte Exkursionen. Er veröffentlichte über 50 Arbeiten für die Zeitschriften der DGHT, davon rund 23 in der Zeitschrift Salamandra. Bei der DGHT ist er Ehrenmitglied und Ehrenrat sowie Mitglied der Arbeitsgemeinschaften Lacertiden, Urodela sowie Literatur und Geschichte. Schmidtlers Forschungsarbeit umfasst die die morphologische Variation von Schlangen, Echsen, Frosch- und Schwanzlurchen sowie deren zoogeografische Klassifikation, die klimatische und vegetationskundliche Einordnung der Fundorte mit einem möglichen Rückschluss auf die Morphologie und letztendlich auch die Anwendung einer korrekten Nomenklatur. Weitere Studien umfassen die Höhenzonierung und Merkmalsvariationen. Nach einer langen Debatte über den korrekten Gattungsnamen des Bergmolches, legte Schmidtler 2009 Ichthyosaura Latreille, 1801 als akzeptierten wissenschaftlichen Namen fest, da es sich um den ältesten sich eindeutig auf diese Art beziehenden Gattungsnamen handelt. Während seiner Studienreisen ab den 1960er Jahren, zunächst mit seinem Vater und später mit seiner Frau Hanni, trug er eine große herpetologische Sammlung zusammen, die sich heute zum größten Teil in der Zoologischen Staatssammlung München befindet.
Schmidtler war an den Erstbeschreibungen von 33 Taxa beteiligt, davon sind Bufotes turanensis, Bufotes zugmayeri, Rana pseudodalmatina, Anatololacerta budaki, Darevskia bendimahiensis, Darevskia sapphirina, Eirenis barani, Eirenis eiselti, Eirenis hakkariensis, Eirenis kermanensis, Eirenis levantinus, Eirenis occidentalis, Eirenis thospitis, Lacerta pamphylica sowie Phoenicolacerta cyanisparsa heute noch gültig.
2014 war er Co-Autor der Schriften Die Zeichnungen und Aquarelle von Nikolaus Michael Oppel (1782–1820) I. Geckos von Herbert Rösler sowie Les dessins et aquarelles de Nikolaus Michael Oppel. 2. Les tortues von Roger Bour.